# 尼扎马巴德县

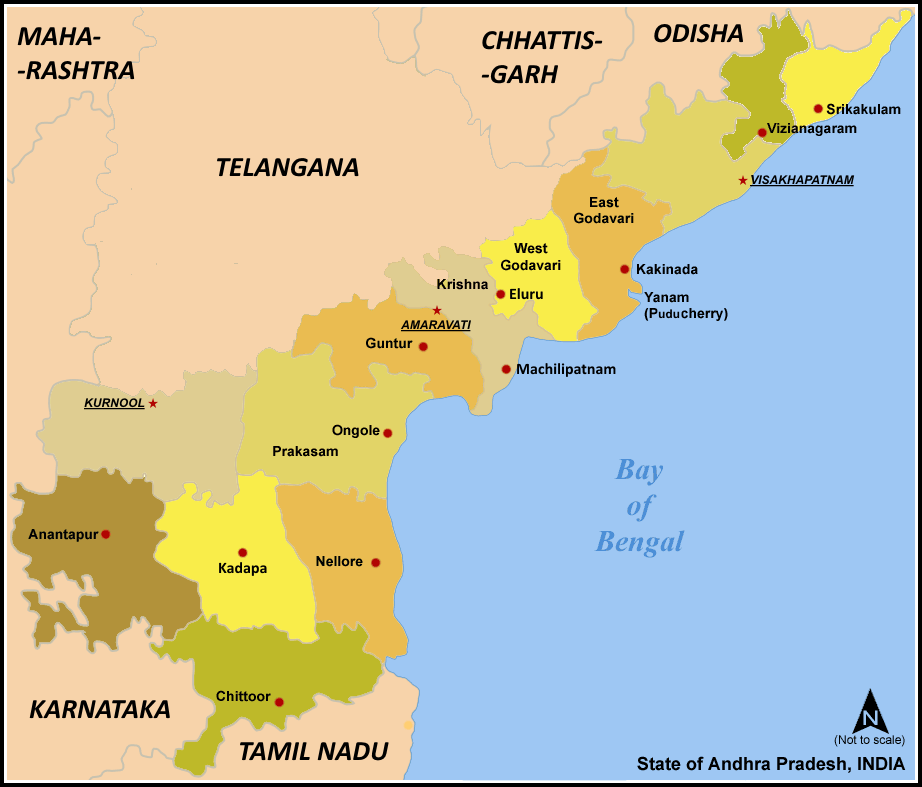
安得拉邦

尼扎马巴德县，印度特伦甘纳邦（原属安得拉邦）辖县，北邻阿迪拉巴德县，东邻格里姆讷格尔县，南邻梅达克县，首府位于尼扎马巴德。总面积7,956 km²，总人口2,345,685（2001），其中18.11%为市区人口。

## 行政区划
尼扎马巴德县分为36个乡。